# Beardmoregletsjer
De Beardmoregletsjer in Antarctica is een van de grootste gletsjers ter wereld, met een lengte van meer dan 160 kilometer.
Hij vormt een van de belangrijkste passages van het Ross-ijsplateau door het Transantarctisch Gebergte heen naar het Antarctisch Plateau en werd als dusdanig ontdekt en voor het eerst gebruikt in 1908 door Ernest Shackleton tijdens zijn nipt mislukte poging om de zuidpool te bereiken. De route naar de pool die zo geopend werd zou drie jaar later gebruikt worden door Robert Falcon Scott tijdens zijn expeditie om de pool te halen.
Shackleton noemde de gletsjer naar zijn belangrijkste sponsor, de Schotse industrieel William Beardmore.